# フランソワ・ロベルデ
フランソワ・ロベルデ（François Roberday, 1624年3月21日 – 1680年10月13日）はフランス王国のオルガニストでバロック音楽の作曲家である。ジャン・ティトゥルーズによって確立された、フランス・オルガン楽派第1世代の最後のひとりである。同世代のルイ・クープランと同じくポリフォニーを基礎とした作品を遺し、今日では4声の対位法によるオルガン曲集《フーガとカプリス (フランス語: Fugues et caprices)》で知られる。

## 略歴
パリで、音楽的な環境のある金銀細工師の家系に生まれる。父親はキャビネ・ドルグ（個室用の小型パイプオルガン）を所有しており、ロベルデの義弟は、フランス宮廷のクラヴサン奏者で有名作曲家のひとりだったジャン＝アンリ・ダングルベールであった。父親の死後にロベルデは国王付の金銀細工師に任命され、1659年には「王妃の閨房付侍従」の地位を獲得している。ロベルデは、パリのノートルダム＝デ＝ヴィクトワール教会やプチ＝ペール教会のオルガニストを歴任した。だが家計はがたがたと悪化していき、ランブイエに引退すると、エピデミックのさなかオーファルジスにて貧困のうち他界した。
確証はないが、ジャン＝バティスト・リュリは門弟だったとする説がある。

## 作品

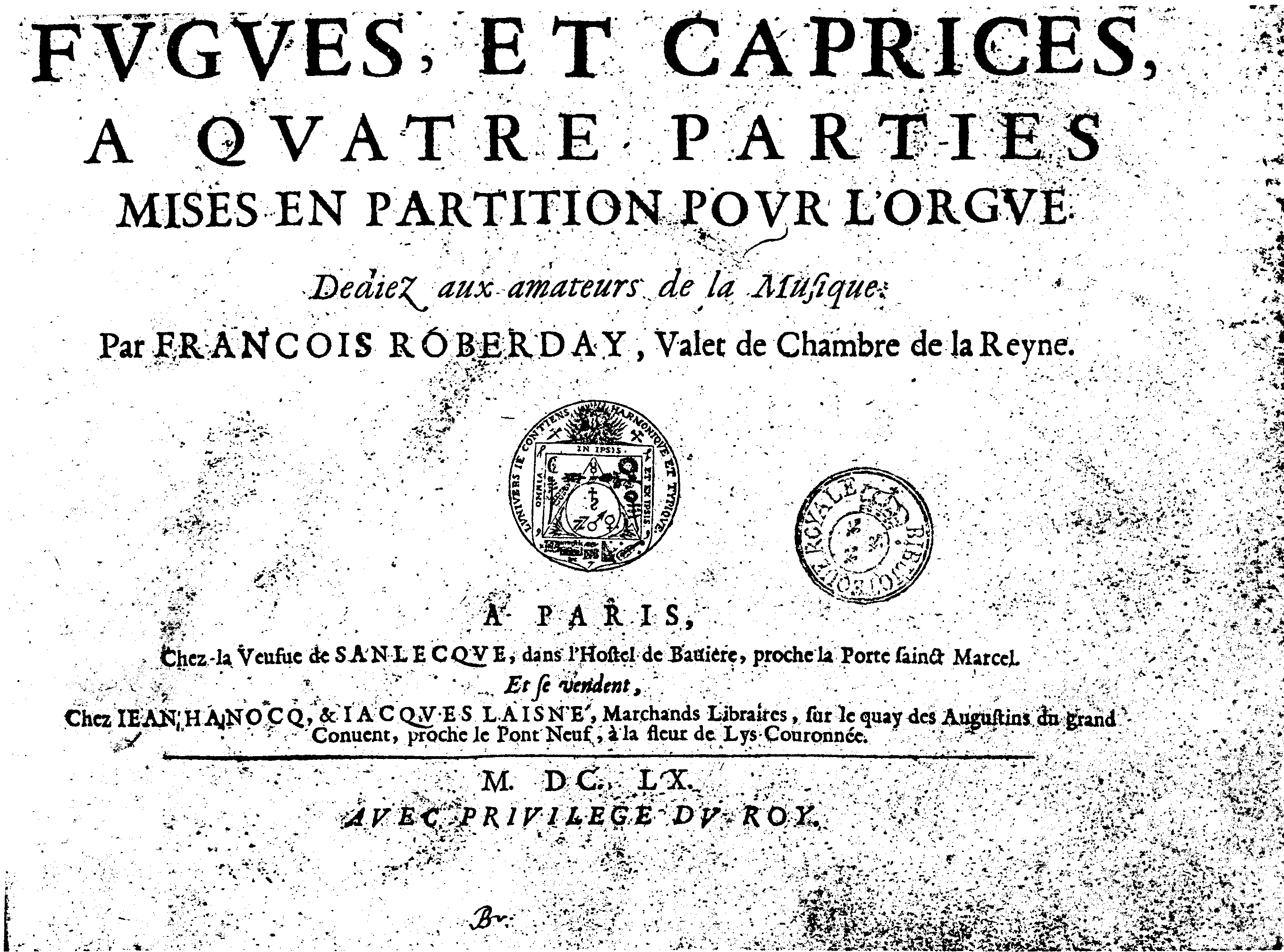
《フーガとカプリス》出版譜の題扉

ロベルデの唯一現存する作品が、1660年にパリで500部出版されたオルガン曲集《フーガとカプリス》である。この曲集は、「オルガン用に記譜され、音楽愛好家のために作曲された」12の「4声体のフーガとカプリス」から構成され、そのうち第1曲、第2曲、第3曲、第6曲、第8曲、第9曲は、フーガに呼応する主題に基づく奇想曲（カプリス）と対にされている。フーガについて作曲者は、「思慮深く、とてもゆっくり」演奏するよう指示している。フーガほどには複雑でないものの、カプリスもまた4声の対位法が際立っている。フーガは長めの音価を徹底的に活用した主題を用いているが、これらの主題はカプリスにおいて、速いテンポに見合ったものになるよう変形されている。多くのフーガは複数の楽節が打ち出されており、二重フーガやフーガの変化形も見られる。
本作品集は、（端書きによると）3曲が同時代の作曲家からの借用であるという。「フーガ第5番」はフレスコバルディの「リチェルカーレ 第7番」から、もう1曲はフローベルガーとヴォルフガング・エブナーからの借用であり、もう1曲ははピエール・シャバンソー・ド・ラ・バール、ルイ・クープラン、ベルタッリ(ﾏﾏ)、カヴァッリ、カンベール、ダングルベールの主題によって作曲されている。
本曲集は、ティトゥルーズが（1623年と1626年に）オルガン曲集を発表してから初めてのオルガン曲集である。
これらのオルガン曲は、典礼音楽ではないので、「ヴィオールやその他の楽器の合奏で演奏することもできる」（広告文）。ロベルデは、ポリフォニーの伝統と結びつきながら、ティトゥルーズやシャルル・ラケ以降の伝統の、最後を代表するひとりになったのだった。ジョルディ・サバールのように、本曲集をバッハの《フーガの技法》の重要な先駆けと評する専門家もいる。